# Transcendencja (filozofia)
Transcendencja (z łac. transcendens – przekraczający) – filozoficzny termin mający wiele różnych, lecz spokrewnionych znaczeń; m.in.: „istnienie na zewnątrz, poza (ponad) czymś, w szczególności: istnienie przedmiotu poznania poza umysłem poznającym, bądź bytu absolutnego poza rzeczywistością poznającego”.
Określenie wywodzące się z kultury rzymskohellenistycznej z biegiem czasu wyewoluowało do kultury chrześcijańskiej, później zostało spopularyzowane w innym znaczeniu przez Immanuela Kanta w jego filozofii. Transcendencja stała się również słowem-kluczem do zrozumienia tradycji i rytuałów szamańskich ludów eurazjatyckich (transcendencja w religii).
Transcendentny to inaczej wymykający się zwykłemu ludzkiemu doświadczeniu, wykraczający poza zasięg ludzkiego poznania przy pomocy podstawowych pięciu zmysłów; niepoznawalny przy użyciu dostępnych środków naukowych.
Transcendentalny – będący warunkiem (możliwości) zaistnienia czegoś. W filozofii Kanta i jego kontynuatorów dotyczący apriorycznych form poznania, teoretycznie wykraczających poza przedmiot i treść poznania, a odnoszący się do warunków poznania pełnej rzeczywistości poznawczej tzn. prawdy absolutnej pojmowanej uniwersalnie przez wszystkie podmioty poznawcze. Innymi słowy, taka forma poznania otaczającej rzeczywistości, by każdy bez względu na jego umiejscowienie w niej, mógł stwierdzić jednoznaczność poznawczą, czyli prawdę – uniwersalną dla wszystkich istot poznawczych we wszechświecie.